# Гвардија Пјемонтезе
Гвардија Пјемонтезе (итал. Guardia Piemontese) је насеље у Италији у округу Козенца, региону Калабрија. Село је познато по свом окситанском дијалекту, значајно географски удаљеном и изолованом од осталих окситанских наречја.
Према процени из 2011. у насељу је живело 410 становника. Насеље се налази на надморској висини од 493 м.

## Становништво
| 1951. | 1961. | 1971. | 1981. | 1991. | 2001. | 2011. |
| ----- | ----- | ----- | ----- | ----- | ----- | ----- |
| 1.326 | 1.145 | 1.154 | 1.467 | 1.630 | 1.525 | 1.895 |